# Saint-Arnoult-en-Yvelines
Saint-Arnoult-en-Yvelines ist eine französische Gemeinde mit 5854 Einwohnern (Stand 1. Januar 2022) im Département Yvelines in der Region Île-de-France etwa 14 Kilometer südöstlich von Rambouillet und 65 Kilometer von Paris. Sie liegt am Fluss Rémarde. Sie gehört zum Arrondissement Rambouillet.

## Geschichte
Der Name der Gemeinde stammt vom heiligen Arnoul. Dieser war Bischof von Tours im 6. Jahrhundert. 
Eine Urkunde aus dem 17. Jahrhundert weist den Ort unter die Herrschaft der Familie de Rohan-Rochefort bis zur Französischen Revolution.

### Bevölkerungsentwicklung
| 1936 | 1946 | 1954 | 1962 | 1968 | 1975 | 1982 | 1990 | 1999 | 2006 | 2015 |
| ---- | ---- | ---- | ---- | ---- | ---- | ---- | ---- | ---- | ---- | ---- |
| 1006 | 1008 | 1160 | 1384 | 1584 | 3016 | 4442 | 5811 | 5671 | 5699 | 6086 |

## Städtepartnerschaften
Saint-Arnoult-en-Yvelines unterhält folgende Städtepartnerschaften:
- Freudenberg, Deutschland, seit 1993
- Terras de Bouro, Portugal, seit 2004

## Sehenswürdigkeiten

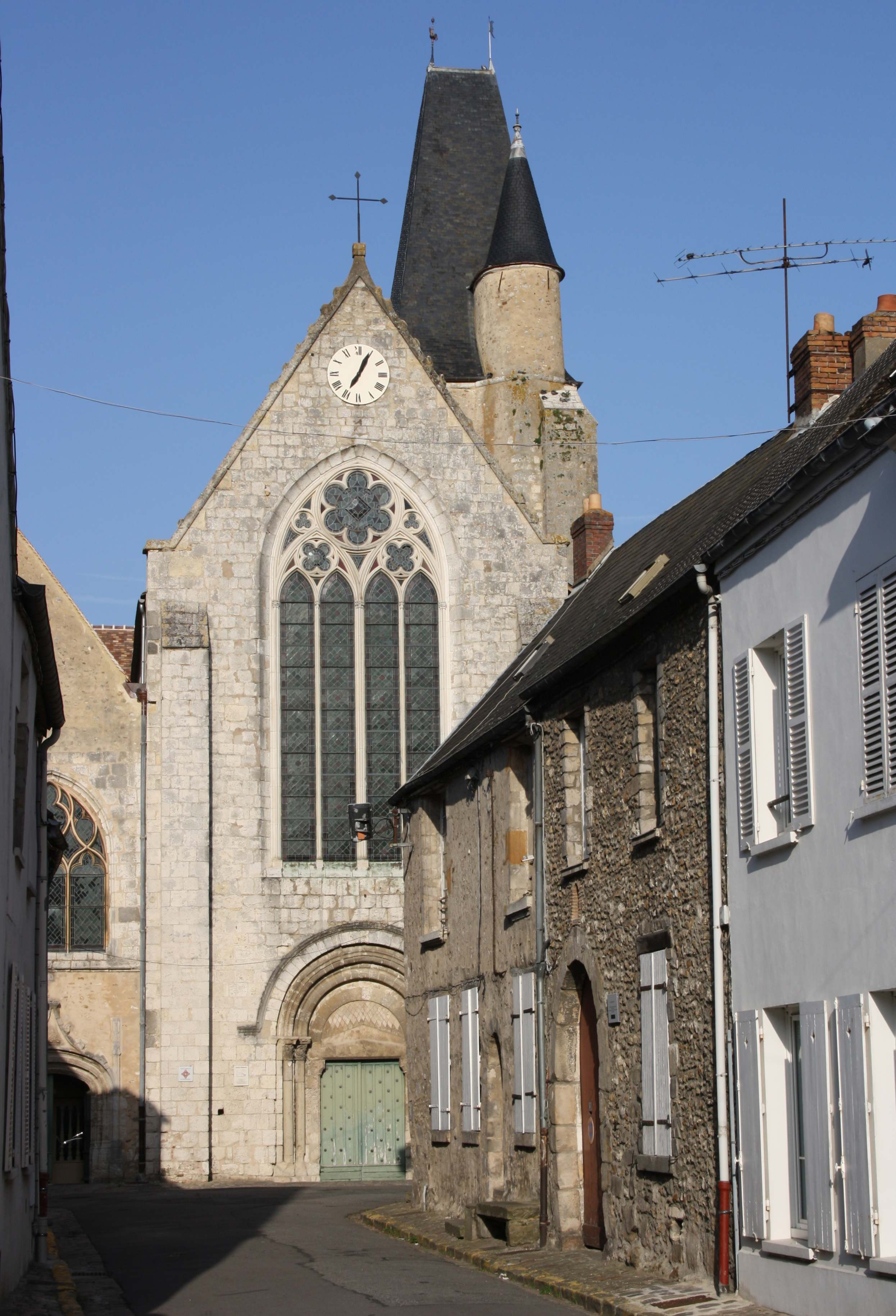
Kirche Saint-Nicolas

Siehe auch: Liste der Monuments historiques in Saint-Arnoult-en-Yvelines
- Pfarrkirche Saint-Nicolas, ursprünglich aus dem 12. Jahrhundert, wurde erweitert und teilweise erneuert im 16. Jahrhundert
- Château de l'Aleu, 19. Jahrhunderts
- Le Moulin de Villeneuve (12. Jahrhundert) war der Wohnsitz von Louis Argon und Elsa Triolet
- Le Moulin Neuf (12. Jahrhundert) beherbergt ein Museum für Volkskunst und Traditionen

## Persönlichkeiten
- Louis Aragon (1897–1982), französischer Dichter und Schriftsteller
- Elsa Triolet (1896–1970), russisch-französische Schriftstellerin, Ehefrau von Aragon
- Paul-Loup Sulitzer (* 1946), französischer Schriftsteller